# Блумингдејл (Индијана)
Блумингдејл (енгл. Bloomingdale) град је у америчкој савезној држави Индијана.

## Демографија
По попису из 2010. године број становника је 335, што је 16 (5,0%) становника више него 2000. године.
| Група             | 2000.       | 2010.       |
| Белци             | 316 (99,1%) | 326 (97,3%) |
| Афроамериканци    | 1 (0,3%)    | 1 (0,3%)    |
| Азијати           | 0 (0,0%)    | 0 (0,0%)    |
| Хиспаноамериканци | 0 (0,0%)    | 1 (0,3%)    |
| Укупно            | 319         | 335         |